# 皖通高速
安徽皖通高速公路股份有限公司，簡稱安徽皖通高速公路股份、安徽皖通高速公路，以及安徽皖通（英語：ANHUI EXPRESSWAY COMPANY LIMITED，港交所：0995、上交所：600012），在1996年由安徽省高速公路控股集团有限公司（佔31.27%，為主要股東），以及招商局华建公路投资有限公司（佔20.92%，為次要股東）創立。
而主要業務在安徽經營、持有，以及開發高速公路項目，包括合宁高速公路、205國道、连霍公路、宁淮高速公路天长段、高界高速公路等，而股份則分別於香港和上海的交易所上市，而上市日期分別1996年11月13日（H股），以及2003年1月7日（A股）。
董事長為周仁强，總裁為李俊傑。總部位於安徽省合肥市望江西路520号。

## 連結
- Anhui-Expressway.net （页面存档备份，存于）